# Trilogy (мини-албум)
Trilogy је мини-албум Секе Алексић издат 22. септембра 2024. године. На албуму има 3 песме.

## Списак песама
| №  | Назив        | Трајање |  |
| 1. | Johnnie      | 3:51    |  |
| 2. | Умри до зоре | 2:29    |  |
| 3. | Ти и ја      | 3:12    |  |